# 광양용강초등학교
광양용강초등학교는 대한민국 전라남도 광양시에 있는 공립 초등학교이다.

## 학교 연혁
- 2003년 3월 1일: 개교(13학급, 병설유치원 2학급)
- 2003년 4월 23일: 개교기념일 지정
- 2007년 3월 1일: 사곡분교장 본교로 통합

## 참고 자료
- 광양용강초등학교 - 한국교육학술정보원 학교알리미